# Елвуд (Нью-Джерсі)
Елвуд (англ. Elwood) — переписна місцевість (CDP) в США, в окрузі Атлантик штату Нью-Джерсі. Населення — 1215 осіб (2020).

## Географія
Елвуд розташований за координатами 39°34′10″ пн. ш. 74°42′29″ зх. д. / 39.56944° пн. ш. 74.70806° зх. д. (39.569375, -74.707921).  За даними Бюро перепису населення США в 2010 році переписна місцевість мала площу 8,30 км², з яких 8,30 км² — суходіл та 0,00 км² — водойми.

## Демографія
Згідно з переписом 2010 року, у переписній місцевості мешкало 1437 осіб у 436 домогосподарствах у складі 340 родин. Густота населення становила 173 особи/км².  Було 477 помешкань (57/км²).
Расовий склад населення:
| - 61,4 % — білих - 13,2 % — чорних або афроамериканців - 1,4 % — азіатів - 0,3 % — корінних американців - 0,1 % — вихідців з тихоокеанських островів - 18,4 % — осіб інших рас |

До двох чи більше рас належало 5,2 %. Частка іспаномовних становила 37,9 % від усіх жителів.
За віковим діапазоном населення розподілялося таким чином: 25,5 % — особи молодші 18 років, 63,2 % — особи у віці 18—64 років, 11,3 % — особи у віці 65 років та старші. Медіана віку мешканця становила 38,8 року. На 100 осіб жіночої статі у переписній місцевості припадало 102,7 чоловіків;  на 100 жінок у віці від 18 років та старших — 101,3 чоловіків також старших 18 років.
Середній дохід на одне домашнє господарство  становив 47 674 долари США (медіана — 40 313), а середній дохід на одну сім'ю — 48 749 доларів (медіана — 42 734). За межею бідності перебувало 26,1 % осіб, у тому числі 4,2 % дітей у віці до 18 років та 48,8 % осіб у віці 65 років та старших.
Цивільне працевлаштоване населення становило 555 осіб. Основні галузі зайнятості: будівництво — 29,9 %, роздрібна торгівля — 20,2 %, мистецтво, розваги та відпочинок — 14,6 %, освіта, охорона здоров'я та соціальна допомога — 13,9 %.